# Марк Роджерс
Марк Роджерс (англ. Mark Rogers, нар. 3 листопада 1977, Ванкувер) — канадський футболіст, що грав на позиції захисника за англійські «Вікомб Вондерерз» та «Стівенідж Боро», а також за національну збірну Канади.

## Клубна кар'єра
Займався футболом під час навчання в Університеті Британської Колумбії.
Здобувши вищу освіту, вирішив зосередитися на футболі і перебрався до Англії, уклавши професійний контракт з «Вікомб Вондерерз», в якому провів шість сезонів, взявши участь у 139 матчах чемпіонату. Більшість часу, проведеного у складі «Вікомба», був основним гравцем захисту команди.
Завершив ігрову кар'єру у команді «Стівенідж Боро», за яку виступав протягом 2004—2005 років.

## Виступи за збірну
2000 року дебютував в офіційних матчах у складі національної збірної Канади.
У складі збірної був учасником розіграшу Золотого кубка КОНКАКАФ 2002 року у США, на якому команда здобула бронзові нагороди, а сам захисник виходив на поле у чотирьох іграх.
Загалом протягом кар'єри в національній команді, яка тривала 4 роки, провів у її формі 7 матчів.